# The Best of Both Worlds (песня)
The Best of Both Worlds — поп-песня американской певицы и актрисы Майли Сайрус, выступающей в качестве Ханны Монтаны — альтер эго Майли Стюарт, главной героини сериала «Ханна Монтана». Это заглавная песня телесериала «Ханна Монтана».

## История
Песня была выпущена в качестве сингла из саундтрека телесериала Ханна Монтана 28 марта 2006 года. «The Best of Both Worlds» является музыкальной темой для телесериала, а в третьем сезоне используется в качестве темы концертная версия.Песня была выпущена на живом альбоме: «Hannah Montana & Miley Cyrus: Best of Both Worlds Concert»(2008), на сборнике песен из сериала «Hannah Montana: The Movie soundtrack» (2009).Также есть караоке-версия,включенная в «Karaoke Series» (2008)

## Информация
Песня написана в стиле поп-рока. Это зеркало живущей двойной жизнью главной героини Майли Стюарт.
С выпуском этой песни Сайрус вошла в музыкальную индустрию.
«Best of Both Worlds»-это подростковая песня в стиле поп.В песне используются используются сильные электрические гитары, синтезаторы и бэк-вокал. На песню повлияли танцы, рок и кантри-музыка. Песня исполняется с умеренно быстрым темпом 130 ударов в минуту. Сайрус в тональности вокала охватывает мажор от A3 до D5. Песня исполнена в следующей прогрессии аккорда — C5-G5-D5-F5. Песня длится 2:54.

## Успех песни
Песня получила некоторые критические отзывы. Отмечали, что песня была написана хорошо, но концепция была «странной». «Best of Both World» достиг 92 ступени на Billboard Hot 100, и достиг среднего коммерческого успеха на международном уровне. Песня достигла самого высокого международного положения в ирландской Singles Chart, под номером семнадцать. Рекламный клип на песню был взят из записи концертного выступления. Сайрус исполняла песню в нескольких местах, в том числе при разогреве у группы Cheetah Girls на туре «The Party’s Just Begun Tour» и при закрытии своего первого концертного тура хэдлайнером под своим именем. При исполнении Сайрус песни на Best of Both Worlds Tour она сама призналась, что сделала это по характеру Ханны Монтаны.

## Список композиций
| - US/EU Digital Single 1. "The Best of Both Worlds" - 2:54 - US/EU CD Single 1. "The Best of Both Worlds" - 2:54 2. "If We Were a Movie" - 3:03 | - FR CD Single 1. "Le Meilleur des Deux" (French Version by Sarah) - 2:54 2. "The Best of Both Worlds" (Instrumental) - 2:54 3. "The Best of Both Worlds" (Original Version) - 2:54 - UK EP Digital Download 1. "The Best of Both Worlds" - 2:54 2. "If We Were a Movie" - 3:03 3. "The Best of Both Worlds" (Daniel Canary Remix) - 2:36 |

## Чарты
| Чарт (2006—2008)       | Позиция |
| ---------------------- | ------- |
| German Singles Chart   | 66      |
| Irish Singles Chart    | 17      |
| UK Singles Chart       | 43      |
| U.S. Billboard Hot 100 | 92      |
| U.S. Pop 100           | 71      |

## Кавер-версии
Первая победительница французского шоу «Голос. Дети» Карла выпустила французской версию этой песни («Le meilleur des 2») в 2017 году как свой дебютный сингл.